# 新庄橋駅
新庄橋駅（しんじょうばしえき）は、かつて広島県広島市にあった、鉄道省（現・西日本旅客鉄道（JR西日本））可部線の駅（廃駅）である。1943年（昭和18年）10月1日に営業休止となった。

## 概要
現在の可部線の原点となる大日本軌道広島支社線の開業とともに設置された。駅名は、当時の安川に掛かっていた国道（現・県道277号）の新庄橋に由来し、可部線もこの付近で安川を渡っていた。
軽便鉄道時代の汽車は、出力不足で安川の土手を登ることができず、乗客を降ろして後ろから押してもらっていたという。
1934年（昭和9年）からの太田川放水路の建設に伴い、1943年（昭和18年）に可部線内の他のいくつかの駅とともに休止となった。

## 歴史
- 1909年（明治42年）12月19日[1]：大日本軌道広島支社線横川停留場 - 祇園停留場間開業とともに新庄橋停留場として設置される。軌間762mm非電化。
- 1919年（大正8年）3月11日：可部軌道へ譲渡、同社の停留場となる。
- 1926年（大正15年）5月1日：広島電気に合併、同社の停留場となる。
- 1928年（昭和3年）11月9日：当駅を含む横川停留場 - 古市橋駅間が1067 mmに改軌、あわせて直流600 V電化。
- 1931年（昭和6年）7月1日：広浜鉄道へ譲渡、同社の停留場となる。
- 1936年（昭和11年）9月1日：可部線国有化により新庄橋駅となる。
- 1943年（昭和18年）10月1日：他のいくつかの駅とともに休止[2]。

## 駅跡
当駅休止後の1962年（昭和37年）10月1日、太田川放水路建設工事の進展にともない、当駅跡を含む横川駅 - 安芸長束駅間の路線は現在線に付け替えられた。かつて当駅のあった場所（現在の西区新庄町内）は現在は太田川放水路の中に水没しており、往年を偲ぶものは存在しない。

## 隣の駅
鉄道省
可部線（旧線）
三滝駅 - 新庄橋駅 - 安芸長束駅